# Danger Mouse in the Black Forest Chateau
Danger Mouse in the Black Forest Chateau, es un videojuego publicado por Creative Sparks en 1984 para Commodore 64 y ZX Spectrum. Es el segundo videojuego basado en los dibujos animados de Danger Mouse.
- Datos: Q16555190